# Louise de Vaudémont
Louise Auguste Élisabeth Marie Colette de Vaudémont, född Montmorency-Logny 1763, död 1832, var en fransk salongsvärd.
Hon var dotter till Louis Ernest Gabriel de Montmorency, comte de Logny, och Marguerite Elisabeth Barbe de Wassenaer. Hon gifte sig 1778 med prins Joseph-Marie de Lorraine-Vaudémont. 
Hon emigrerade under franska revolutionen, då hon levde i Tyskland medan hennes man tjänstgjorde i emigrantarmén. Hon återvände till Paris efter revolutionen. Under Napoleons regeringstid höll hon en av de mer berömda salongerna i Paris, med liberal inriktning. Under denna tid var politiska salongsvärdinnor illa sedda av Napoleon, som förvisade några av dem. Hon upprätthöll goda relationer med Napoleon genom att acceptera att hennes salong övervakades av hemliga polisen under Joseph Fouché och fungerade som en avlyssningscentral.  
Hon behöll sin relevans som salongsvärd under restaurationen, då hon stod tillhörde Orleans-partiet.